# Deltalinqs
Deltalinqs is de ondernemersvereniging van de haven- en industriële bedrijven in de Mainport Rotterdam. De vereniging is opgericht in 2001 en is  de voortzetting van de Havenondernemersvereniging Rotterdam Scheepvaartvereniging Zuid (SVZ), opgericht in 1907 en de Stichting Europoort/Botlek Belangen uit 1962.
Deltalinqs is gericht op het versterken van de internationale concurrentiepositie en de duurzame ontwikkeling van het Rotterdamse haven- en industriegebied. Deltalinqs vertegenwoordigt ruim 700 bedrijven uit 14 sectoren, waar zo`n 175.000 mensen werken. De sector vertegenwoordigt 3% van het Bruto Nationaal Product.
Het hoofdkantoor van de Deltalinqs is gevestigd in PortCity II, 4e etage (Waalhaven), Rotterdam.

## DeltaPORT Donatiefonds
Het DeltaPORT Donatiefonds is ondergebracht in een gezamenlijke stichting waarin Havenbedrijf Rotterdam en Deltalinqs participeren. Met het fonds onderstreept het haven- en industriële bedrijfsleven haar maatschappelijke betrokkenheid: door het verstrekken van geldelijke bijdragen aan instellingen zonder winstoogmerk welke actief zijn op het gebied van welzijn, cultuur en sport in de directe omgeving van het Rotterdamse haven- en industriegebied. In het fonds is het EBB (Stichting Europoort/Botlek Belangen)-donatiefonds opgegaan.